# Filaco
Filaco (in greco Φύλακος Phýlakos) è un personaggio della mitologia greca. Fu re ed eponimo di Filace.

## Genealogia
Figlio di Deioneo e di Diomeda sposò Climene che lo rese padre di Ificlo, Alcimede, Climeno ed Evadne.

## Mitologia
Fu l'eponimo fondatore della città di Filace, in Tessaglia, i suoi figli Ificlo e Climeno furono argonauti, mentre la figlia Alcimede è generalmente indicata come la madre di Giasone.